# Sesamum angolense
Sesamum angolense är en sesamväxtart som beskrevs av Friedrich Welwitsch. Sesamum angolense ingår i släktet sesamer, och familjen sesamväxter. Inga underarter finns listade i Catalogue of Life.